# Waldbröl
Waldbröl é uma cidade da Alemanha, localizado no distrito de Oberbergischer Kreis, Renânia do Norte-Vestfália.